# 萨沃亚-马尔凯蒂S.81轰炸机
萨沃亚-马尔凯蒂SM.81,是20世纪30年代意大利萨沃亚-马尔凯蒂公司研制的三发前三点式起落架下单翼运输机/重型轰炸机。

## 设计开发
SM.81是早期萨沃亚-马尔凯蒂S.73客机的军用版。是二战前和二战中意大利萨沃亚-马尔凯蒂公司具有上单翼、三发和前三点式固定起落架的重轰炸机/运输机系列的主力型号。 这个系列飞机的起源是墨索里尼之下法西斯四人团之一的伊塔洛·巴尔博主政利比亚时，需要一种能为意大利在非洲的广大殖民地提供服务的快速高效的飞机。
SM.81的机翼与双机身的萨沃亚-马尔凯蒂S.55水上飞机的机翼大致相似，与萨沃亚-马尔凯蒂S.73的机翼相同，但机身要简单得多。 在SM.73首次亮相大约六个月后，SM.81原型机(MM.20099)于1934年2月8日在瓦雷澤附近的韦尔贾泰由试飞员阿德里亚诺·巴库拉驾驶首飞。1935年订购的第一个系列100架飞机，由于国际危机和埃塞俄比亚战争造成的国际禁运而迅速投入生产。首批飞机装备了洛纳泰波佐洛附近的坎波德拉普罗梅萨空军基地的第7联队，是第一架在意大利王家空军服役的三发轰炸机/运输机。标志着意大利军用航空领域的真正进步：它速度快、装备精良且航程远。
1934年首飞。1935入役时，在与埃塞俄比亚的战争和西班牙内战期间被证明是有效的，但在二战后期因航速不再具有竞争力不再能作为前线轰炸机使用，SM.81凭借其宽大的机身从1935年至1944年意大利王家空军最灵活、最可靠和最重要的飞机之一，并适应了广泛的二线任务种类。除了速度之外，作为多用途飞机，它通常优于萨沃亚-马尔凯蒂 SM.79。

### 技术特点
SM.81 是一架坚固的三引擎上单翼飞机，前三点式固定起落架，主轮由大口角的上包围以减少气动阻力，六名机组人员。这架飞机采用混合结构：钢管框架机身，后部机身为金属蒙皮，其余机身则是木质和布蒙皮。相对宽大的机身对于轰炸机来说是不必要的，但这带来了未来作为运输机的可能。 由于发动机非常小，机身与机头发动机融合得不好，甚至不如 SM.79。机身上众多窗户为机身内部提供了日光，给人的印象这是一架客机而不是前线轰炸机。
全木质机翼有三个翼梁提供必要的支撑。半椭圆形的尾翼是布蒙皮覆盖的金属结构。飞行员和副驾驶员并排坐在一个封闭的驾驶舱内。驾驶舱后面有单独的飞行工程师和无线电操作员舱室和炮手舱室。炸弹舱在驾驶舱后面，有一条连接中机身和后机身的通道，设有三个下射防御阵位。
投弹手（领航员）位于驾驶舱正下方的一个半伸缩的吊舱中。这与SM.79的位置不同，它更大、更利于与机组人员交流，玻璃面板提供出色的视野。该舱和驾驶舱都有逃生舱口。正常进出使用机身左侧和机身后部各一扇舱门。
设备包括一个 RA 350I无线电发射机、AR5无线电接收机和一个P63N无线电罗盘（并非总是安装）。其他系统包括一台发电机、灭火系统和一个 OMI 30相机（在炮手舱中）。
拥有大机翼和坚固的起落架，飞行可靠且舒适，可以在各种地形上起降，在当时算是出奇地快。考虑到其发动机的功率，与容克52相当，它的火力超过了SM.79，但增加的阻力加上相同的发动机功率降低了其最大速度、巡航速度和航程。除了自封油箱外，没有安装任何装甲。

### 武器装备
SM.81配备了六挺航空机枪，在1935年这算是重型防御火力。有两个可伸缩炮塔，分别在背侧（飞行员座椅后面）和腹侧尾部，分别装备7.7毫米（0.303 英寸）SAFAT機槍。同时在通过侧舱口安装了单支7.7毫米（0.303 英寸）刘易斯机枪。炮塔由“Riva-Calzoni”液压系统驱动伸缩和旋转并有手动备份；而火炮的升降是手动的。缩回时，只能看到炮塔的上部，枪管垂直放列，两个枪管前后垂直布置以减少气动阻力，让人感觉飞机有额外的天线。考虑到SM.81的巡航速度约为270公里/小时且存有巨大的固定起落架，空气动力学效果较差。
机腹炮塔的操作方式与安装在其他飞机上炮手占据了球形或垃圾箱形的结构的炮塔不同——由于空间不足，炮手蜷缩在机身上，探着头伸入炮塔内。事实证明，这不像大多数腹部炮塔那样有效，且没有安装在改型的Savoias上，而Piaggio安装了垃圾箱式炮塔以容纳炮手。
两翼都被一挺单管机枪和一挺双管机枪覆盖。最初安装了6挺7.7毫米（0.303 英寸）維克斯機槍，但这些机枪后来被布雷达公司制造的更可靠但射速不快的型号所取代，每挺机枪备弹500发。
SM.81 的炸弹舱被分成两部分，中间有一条连接机身尾部和中部的通道，可以在近距离内容纳总重2,000千克（4,410 磅）的各种弹药，单枚炸弹的重量可达500公斤（1,100 磅），水平或垂直排列：
- 4 × 500 千克（1,100 磅）（水平存放）
- 4 × 250 公斤（550 磅）（同上）
- 16 × 100 千克（220 磅）（垂直存放，和所有较小的一样），真实重量约为 130 千克（287 磅）
- 28 × 50 公斤（110 磅）（真实重量，约 70 公斤/150 磅）
- 56 × 31 千克（68 磅）、24 千克（53 磅）、20 千克（40 磅）或 15 千克（33 磅）
- 1,008 × 2 千克（4 磅）（真实重量，约 1,700 千克/3,750 磅）
- 燃烧弹

投弹机构位于投弹手座位的右侧。
SM.81的防御武器优于其后继机SM.79，甚至优于SM.84，虽然口径较小，但面对现代战斗机的对抗能力仍然不足。由于其宽大的机身，能够携带比SM.79更大的载弹量。

### Propulsion
SM.81三发布置。但与Sparviero不同的是，SM.81的整个生产历史配备了多种引擎：
- 阿尔法罗密欧125 RC.35发动机（英语：Alfa Romeo 125）：432–507 kW (580–680 hp)。装备了192架。[2]
- 法国土地神和罗纳公司的土地神和罗纳14K发动机（英语：Gnome-Rhône 14K）：485–746 kW (650-1,000 hp)。装备了96架。[2]
- 比亚乔P.X R.C.15发动机（英语：Piaggio P.X R.C.15）：501–522 kW (670–700 hp)。装备了48架。[2]
- 比亚乔 P.IX R.C.40发动机（英语：Piaggio P.IX R.C.40）：507 kW (680 hp)。装备了140架。[2]
- 阿尔法罗密欧126 RC.34发动机（英语：Alfa Romeo 126 RC.34）：582–671 kW (780–900 hp), also fitted to early versions of the SM.79。装备了58架。[2]

此外，SM.81B的一架飞机采用双发——由两台直列12缸机械增压627千瓦（840马力）伊索塔·弗拉西尼 Asso XI发动机和流线型玻璃机头。性能不如三引擎版本，因此没有进一步发展。 
有必要对各个战区使用的发动机进行标准化。意大利和西班牙的飞机使用阿尔法罗密欧125/126 发动机，利比亚的飞机使用土地神和罗纳14K发动机，东非的飞机使用比亚乔发动机。
三叶金属螺旋桨为硬铝叶片、钢轮毂，直径3.4–3.5m。
SM.81 的总功率为1,305-1,752 千瓦（1,750-2,350 马力）。最高速度为320-347公里/小时，巡航速度为260公里/小时。许多发动机组的额外功率在高温和炎热的条件下很有用，但较大的直径导致阻力增加、降低了最大速度。即便如此，还是比同类的三发飞机容克 52更快。
载油量与SM.79相同甚至更大，SM.81的航程却更短。在正常条件下的最大续航力为2,000 公里。1936年到西班牙的转场航程就是飞机航程相对较短的例子。
3800公斤的有效载荷。如果最大2400公斤的机载燃料，则炸弹载荷减少到1000公斤，航程约为600-700公里（取决于发动机的类型）。在满载2000公斤炸弹的情况下，其转场航程仅为460公里。作战航程为640公里。

### 油箱
油箱是意大利多引擎飞机的标准的金属自密封油箱，使用专业制造商SEMAPE开发的材料。
安装了8个油箱——中央机翼有6个（4×150升和2×1,140升）、外翼有2个370升油箱。共计3,620升容量的燃油。

## 使用历史
前100架飞机交付第7、9、13和15联队。SM.81首次参加战斗是在第二次意大利埃塞俄比亚战争。总共170架轰炸机——卡普罗尼Ca.133和SM.81——在埃塞俄比亚战争中以第9联队的两个大队参战。这是留在意大利的原第九联队的克隆部队。战争中证明了多功能性，可用作轰炸机、运输机和侦察机，适应轰炸、扫射、近距离空中支援和侦察等角色。SM.81对敌方军民使用了光气和芥子气。1936年占领亚的斯亚贝巴后，意大利占领军继续面临激烈的反抗。直到1937年由于意大利的制空权和埃塞奸细的支持，局势才趋于稳定，这对在这片艰难而荒凉的高原上极其危险的敌人具有决定性作用。36架SM.81继续留在埃塞俄比亚，为意大利占领军提供空中支持，包括运输和空运物资。因高原上的低空飞行任务，地面小型武器火力是其面临的主要危险，但通常造成的伤害不足以击落飞机，尽管除了有自封油箱外没有任何防护装甲。在埃塞俄比亚服役的SM.81有不同标记，以便在搜救任务中加以区分。正常的迷彩图案是黄色、绿色和棕色。当飞机仅用于运输任务时，整体采用深橄榄绿色方案。
SM.81还陆续装备了第8联队（博洛尼亚）、第10联队（布雷索）、第11联队（费拉拉）、第12联队（圭多尼亚）、第14和第16联队（维琴察）、第30、32和33联队（那不勒斯）。在利比亚装备了第15联队，并选装了“土地神-罗纳14K”发动机和防砂过滤器。
1936年7月28日开始，意大利航空军团装备SM.81参加了西班牙内战，并且是法西斯轴心国空运支援弗朗西斯科·佛朗哥的首批飞机之一。12架打着西班牙民用飞机幌子的SM.81，从卡利亚里附近的埃尔马斯起飞，载着伊万诺埃·博诺米上校率领的63名便装军人飞往摩洛哥。预计转场飞行约1,135公里，但途中出了几个问题。航程本应以260-270公里/小时的速度在不到四个半小时内完成，但在1,000 米高度遇到强逆风时，爬升至阿尔法罗密欧125发动机的最佳巡航高度3,500米。五个小时后，离最终目的地梅利利亚还有一个小时的路程。试图在云层中保持紧密编队也很费油，加上非线性飞行，只有九架飞机成功降落在梅利利亚。一架在海上迫降，另一架降落时坠毁，第三架在阿尔及利亚安全着陆。其余飞机抵达时油箱中平均仅剩130升燃油，最多剩下200升。这架飞机被派去寻找失踪的SM.81。这仅占总燃料容量的3%，仅够飞行几分钟，这意味着，只要逆风稍微强一点，就会全部失踪或被迫降落在阿尔及利亚。幸存的飞机是西班牙法西斯参战方的贵重资产，很快就被用作军事运输机和轰炸机。

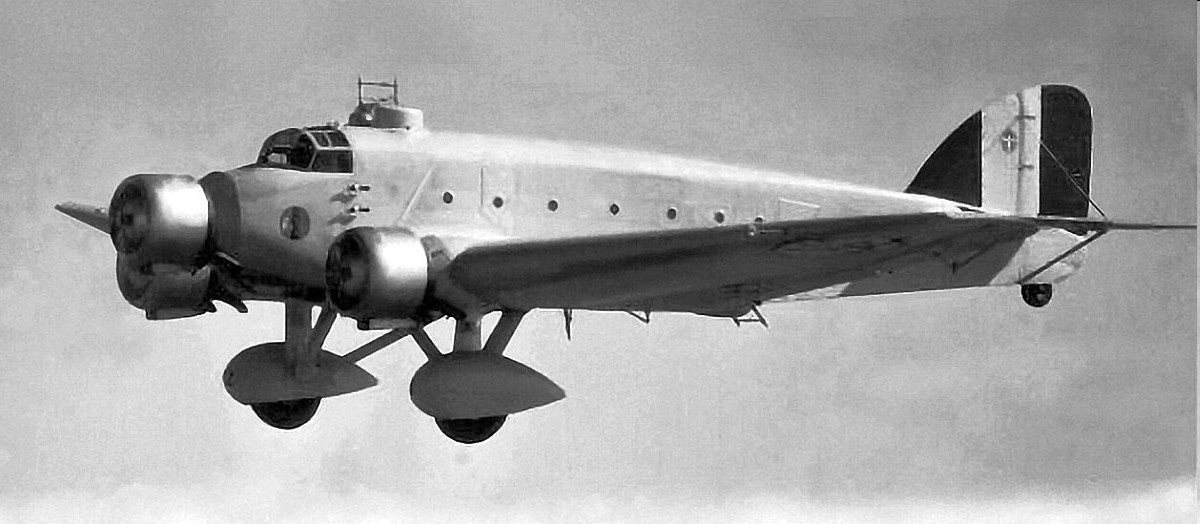
西班牙内战期间作战的 Savoia Marchetti SM.81 （由菲亚特 CR.32战斗机护航）

佛朗哥的西班牙非洲军团的增援对于反对共和国政府的政变者的命运至关重要，而政变者当时被共和国支持者压制在安达卢西亚。1936年8月6日，四艘商船将非洲军团运往西班牙本土。SM.81轰炸的威胁，就足以将拥护共和国政府的西班牙舰队拒之门外，否则这将阻止任何佛朗哥被海运到西班牙本土。8月9日，埃托雷·穆蒂指挥SM.81摧毁了西班牙海军在附近的燃料和弹药储备，迫使舰队使用北部基地，阻止其干扰在摩洛哥的西班牙右派部队的海上运输。 
取得这些战果后，6个中队的SM.81增派到西班牙：第34和第35大队的第213、214、215和216中队，以及第25大队的第251和第252中队。在整个战争期间，SM.81被用作攻击机、运输机和轰炸机。一些任务是在菲亚特 CR.32战斗机护航下执飞的。无护航日间任务只有在密集空中编队航空机枪互相保护下，并在云中依靠仪表飞行时才可行。苏联伊-15戰鬥機和伊-16戰鬥機抵达后，SM.81夜间出动的架次越来越多。最初飞抵西班牙的9架飞机中有7架仍在使用，投放了210吨炸弹，并与容克 52运输机一起执飞868架次以运送在摩洛哥的右派军队回国。90到100架SM.81飞机飞行了数千小时后，1938年底至少有64架幸存的SM.81留在了西班牙的G-12大队中。1939年内战快结束时其中一架载有许多高级官员的SM.81机毁人亡。SM.81在战争期间因作战原因损失的确切总数尚不清楚。
虽然被许多单位用于多用途任务，S.81的速度导致它很快在在许多作战使用中被SM.79取代。SM.81的后继型号之一使用两台直列液冷发动机，功率626千瓦（840 马力），但其性能却相当令人失望，其中最高时速为330公里/小时，因此改装并未成功。
另一个型号是运油机（用于燃料运输，而不是空对空加油）。
指挥机型号安装了强大的无线电设备。
有一些作为VIP专机。墨索里尼有一架他亲自驾驶的，因速度慢而被称为“乌龟”。SM.81的另一个昵称是“蜗牛”。但其宽大的机身比SM.79这样的“快速轰炸机”更舒适。一个创新点是采用新型Caproni-Lanciani炮塔，配备12.7毫米斯科蒂航空机枪。这被认为比两挺7.7毫米航空机枪更好。但斯科蒂航空机枪被证明不够可靠。
另一个实验型号是一架对付磁性地雷的飞机，绰号“土星”，因为有一个巨大的带电钢环来触发地雷。齿轮的重量最初太重，因此将环改为铝制环。
SM.81的另一项任务是用作魚雷轟炸機。1936年进行了携带两枚鱼雷的试验，但即使只带一枚鱼雷，飞机也太慢了，所以这项任务更适合SM.79轰炸机。
该机主要任务是作为运输机。 1941年开始生产SM.81T，配备Caproni-Lanciani炮塔和AR 126发动机。尽管有更大的SM.82，但1942年生产了更多的S.81。其速度几乎与C-47运输机一样快，并配备了一套防御武器，航程和有效载荷几乎保持不变，仅装机功率和速度上稍逊一筹。 
SM.81是1930年代后半叶意大利王家空军装备量最大的多引擎飞机之一。是令人感觉愉快且可靠的飞机，即使速度太慢而且不像SM.79那样擅长机动。以三机编队飞行的该飞机在战前几次复杂的演习中留下了良好的印象。但现实是，尽管政府进行了宣传，尽管有一小批经验丰富的机组人员，王家空军在训练和战术方面仍然落后。1938年，意大利国王正式访问伊塔洛·巴尔博控制的利比亚殖民地时，展示了空运整个伞兵营。1939年占领阿尔巴尼亚后，SM.81被第37联队和第39联队用作飞越亚得里亚海的运输机，在一次广为宣传的行动中迅速将士兵运到阿尔巴尼亚，展示了意大利武装部队的“效率”。
第二次世界大战爆发前，SM 81的产量为：“上意大利水上飞机公司”(SIAI)：237架；比亚乔：60架；马基飞机公司：76架；亚得里亚海联合造船厂(CRDA)：36架；布雷达公司：36架；菲亚特在比萨的航空机械结构公司(CMASA)：58架；AerUmbra，20架；和卡普罗尼公司：八架。总共530架（加上“上意大利水上飞机公司”的一架双引擎飞机）。
1940年6月意大利卷入第二次世界大战时，尽管SM.81已经过时，意大利航空军团装备了大约290-304架该飞机。其中第37联队和第38联队第40大队在莱切；第38联队的第39大队在阿尔巴尼亚。利比亚部署了第14和第15联队。埃塞俄比亚的五个大队都拥有该飞机。它的低速和对战斗机的脆弱性意味着SM.81在白天只能执行二线运输任务。在夜间，它是一架有效的轰炸机，尤其是在北非戰場。还进行了反舰作战，但没有取得重大成功。
在东非部署了59架SM.81，每个大队都有一个装备该机的飞行中队。尽管有了更现代的SM.79，但SM.81在东非战场仍是意大利的主力轰炸机。第一架在东非作战的意大利飞机是一对SM.81。1940年6月11日，其中一架袭击了苏丹港，另一架在红海上空进行了侦察飞行。同一天晚上，三架 SM.81 起飞轰炸亚丁，但一架途中折返，另外两架中的一架在试图降落时撞到了马萨瓦附近的一座山上。在决定性的图格阿甘战役之前，在英属索马里的盎格鲁-罗得西亚防御阵地上空也执行了飞行，预示着作为战术轰炸的作用有限。 当角斗士式战斗机和霍克颶風戰鬥機出现后，事情变得更加困难，SM.81的使用越来越少。最初的59架飞机中只有43架投入使用，参与了数次轰炸，通常是在夜间进行。SM.81被用来轰炸一支庞大的英国车队，没有造成任何损失，但许多飞机受损。6月13日，四架出击英国的主要基地亚丁，其中两架被击落。30天时间被击落9架，地面击毁10架，重伤18架，损失了总数的三分之二，没有替代品科补充。1941年2月10日，只有10架可用飞机，3月仅剩3架。
SM.81参战之初在亚历山大港执行反舰任务。第37、第38和第39联队在庞塔斯提洛（卡拉布里亚）作战，其他联队在克里特岛西北端的斯巴达角海战中取得了一定的成功。1940年7月7日亚历山大港遭到11架飞机的首次轰炸。7月16日和25日、8月26日、9月8日和21日以及10月5日重复进行了这种远程轰炸任务。所有这些任务，尤其是那些针对船只的攻击任务，都只取得了微弱成功。
1940年秋天希腊遭到轰炸，使用了驻发罗拉的第37联队和驻莱切的第39联队。
1941年春季一架装有A.130/AR.8远程无线电台的 SM.81降落于基尔库克。它是意大利军队与德国一起远征的指挥机，以帮助1941年伊拉克起义。但伊拉克起义者已被英国殖民者打败了，所以轴心国的任务失败。第115中队（“伊拉克特别中队”）的12架菲亚特 CR.42中只有七架返回。
1943年意大利签署卡西比爾停戰協定后大多数SM.81被撤回，但仍有一些仍在意大利社会共和国和意大利参战国空军服役。
有几架飞机在战争中幸存下来，并继续在意大利空军服役，但到1950年全部退役。
在北非和意大利，SM.81越来越多只用作夜间轰炸机。战争第一年之后不再用于反舰和昼间轰炸，仅用于执行二线的人员和物资运输任务。许多飞机都标有红十字用于疏散伤员。几乎所有一线大队都配有SM.81或其他用作支援和运输的飞机，每个中队通常都有一架SM.81。与SM.79不同，SM.81有坚固的固定式起落架，尽管没有缝翼，但仍能在各种地形上起降。至1941年1月底，第145飞行大队运送了11,600人和1,140吨物资，飞行3,200小时。
按照入侵马耳他的大力士作戰计划，第18联队的SM.81本来是要将一个突击师空运到马耳他，但最终被用来将意大利第185伞兵师（绰号“弗格尔”或意译为“雷电”）空运到阿莱曼。此战后，SM.81被用来为北非部队提供增援和补给，最后执行了撤离突尼斯的任务，仅第18联队就运送了28,000名军人。在潘泰莱里亚和兰佩杜萨，由于跑道较短，SM.81 是唯一能够起降的意大利运输机。
斯大林格勒战役期间，许多SM.81和SM.73都部署在苏联。当苏联开始在斯大林格勒战场转入反攻时，这些飞机试图帮助被包围的意大利部队，所有这些飞机都在这场战役中损失了。
1943年9月，意大利投降时仍有大量SM.81在役。在南意大利组建了轰炸机和运输机大队，一些在巴尔干地区使用。最终，由于缺少备件，SM.81停止了运行。北意大利大约有60架，其中36架在用。
由埃吉迪奥·佩利扎里少校指挥的“特拉奇亚诺运输机大队”在贝加莫成立，并于1944年1月转移到德国下萨克森的戈斯拉尔时有44架SM.81。这些状况不佳的飞机被机组人员恢复到可操作状态。该大队在行政上隶属于意大利民族空军，但行动时隶属于纳粹德国空军，德国命名为“上意大利第10运输机大队”。4月8日，配备12架SM.81的第1飞行中队被部署到立陶宛的希奥利艾，随后第2和第3中队的在波罗的海国家、俄罗斯和芬兰上空飞行，疏散伤兵并将新兵运往前线。6月16日，19架SM.81降落在芬兰的伊馬特拉，从爱沙尼亚空运纳粹德国空军的库尔梅特遣战役部队以加强芬兰战斗机部队的技术人员。当苏联人于1944年7月突破到拉脱维亚的叶尔加瓦时，“上意大利第10运输机大队”仍有32架可用的SM.81，但燃料短缺，德军对意大利运输机不感兴趣。因此，经过六个月的繁重工作后，幸存的飞机（其中一些严重损坏）被逐步淘汰。这批SM.81没有一架在战争中幸存下来。最后四架在战争结束时被摧毁。

## 型号
SM.81三发轰炸机/运输机，建造了535架。
SM.81B双发试验型号，建造了一架。

## 使用者
中華民國
- 国民革命军空军接收了3架，1938年2月宜昌全部损失。

 義大利王國
- 意大利王家空军（英语：Regia Aeronautica）
- 意大利航空军团（英语：Aviazione Legionaria） 64架[7]
- 南意大利联合交战空军（英语：Italian Co-Belligerent Air Force）

 意大利社會共和國
- 意大利民族共和国空军（英语：Aeronautica Nazionale Repubblicana）

 義大利
- 意大利空军在二战后

 西班牙国
- 西班牙空军

## 技术规格(阿尔法罗密欧125 RC.35发动机)
基本信息
- 机组：6
- 長度：18.3米（60英尺0英寸）
- 翼展：24米（78英尺9英寸）
- 高度：4.3米（14英尺1英寸）
- 机翼面积：92.2平方（992平方英尺）
- 空重：6,800（14,991英磅）
- 总重：9,300（20,503英磅）
- 最大起飛重量：10,505（23,160英磅）
- 发动机：3台阿尔法罗密欧125 RC.35发动机（英语：Alfa Romeo 125）9缸气冷星型活塞发动机，每台485千瓦特（650匹馬力）
- 可选发动机: 土地神和罗纳14K发动机（英语：Gnome-Rhône 14K）, 阿尔法罗密欧126 RC.34发动机（英语：Alfa Romeo 126 RC.34）, 比亚乔P.X R.C.15发动机（英语：Piaggio P.X R.C.15）
- 螺旋桨：3桨叶propellers

性能
- 最大速度：340每小時（211英里每小時；184節）at 4,000米（13,123英尺）
- 巡航速度：260每小時（162英里每小時；140節）
- Minimum speed: 110 km/h（68 mph；59 kn）
- 航程：1,500（932英里；810海里）
- 戰鬥航程：430（267英里；232海里）with 2,000（4,409磅） bomb load
- 转场航程：2,000（1,243英里；1,080海里）
- 升限：7,000（23,000英尺）
- 爬升至高度时间：

- 1,000米（3,281英尺） in 4 min 15 s
- 3,000米（9,843英尺） in 11 min 48 s
- 5,000米（16,404英尺） in 20 min 36 s

- 翼载：101每平方（21英磅每平方英尺）

武器

- 機槍：6 × 7.7 mm (.303 in) SAFAT机枪
- 炸彈：最多2,000（4,409磅）航弹

## 书目
- Angelucci, Enzo and Paolo Matricardi. World Aircraft: World War II, Volume I (Sampson Low Guides). Maidenhead, UK: Sampson Low, 1978. ISBN 0-562-00096-8.
- Apostolo, Giorgio. The Savoia Marchetti S.M.81 (Aircraft in Profile number 146). Leatherhead, Surrey, UK: Profile Publications Ltd.,1967.
- Lembo, Daniele, SIAI 81 Pipistrello, Aerei nella Storia, n.33.
- Passingham, Malcolm. "Savoia-Marchetti SM81". Aircraft Illustrated, May 1977, Vol 10 No 5.  pp. 182–187.
- Mondey, David. The Hamlyn Concise Guide to Axis Aircraft of World War II. Chancellor Press, 2002.
- Playfair, Major-General I. S. O.;  et al. Butler, J. R. M. , 编. . History of the Second World War, United Kingdom Military Series I. London: HMSO. 1954  [3 September 2015]. OCLC 494123451. （原始内容存档于2018-09-28）.
- Sutherland, Jon & Diane Canwell: Air War East Africa 1940–41 The RAF versus the Italian Air Force. Barnsley (South Yorkshire) Pen and Sword Aviation, 2009. ISBN 978-1-84415-816-4.